# Bernard Girard
Bernard Girard, nome d'arte di Bernard Goldstein (Los Angeles, 22 febbraio 1918 – Los Angeles, 30 dicembre 1997), è stato un regista, sceneggiatore, produttore televisivo e produttore cinematografico statunitense.

## Biografia
Girard esordì nei tardi anni quaranta come sceneggiatore per la televisione e all'inizio del decennio successivo passò dietro la macchina da presa per il piccolo schermo, girando diversi episodi di molti telefilm fra cui L'ora di Hitchcock e Alfred Hitchcock Presenta. 
Per il cinema girò solo pochi film tra i quali: Alle donne piace ladro (1966), in cui esordì un giovane Harrison Ford, e Lo specchio della follia (1969), film horror con Shelley Winters.

## Filmografia parziale

### Cinema
- La cavalcata della vendetta (Ride Out for Revenge) (1957)
- La ribelle (The Green-Eyed Blonde) (1957)
- A Public Affair (1962) (regista e sceneggiatore)
- Alle donne piace ladro (Dead Heat on a Merry-Go-Round) (1966)
- Lo specchio della follia (The Mad Room) (1969)
- Brain Control (The Happiness Cage) (1972)
- A Name for Evil (1973) (regista e sceneggiatore)
- Gone with the West (1975)

### Televisione
- Assignment: Mexico, film TV (1956) (regista e sceneggiatore)
- L'ora di Hitchcock (The Alfred Hitchcock Hour), serie TV episodi: 1x1 (1962)  - 1x26 - 1x31 - 2x5- 2x9 (1963) - 3x3 (1964)
- Alfred Hitchcock Presenta (Alfred Hitchcock presents), serie Tv episodi: 7x23 - 7x26 - 7x27 - 7x29 (1962)
- Ai confini della realtà (The Twilight Zone), serie Tv episodio 5x11 (1963)
- Hunters Are for Killing, film TV (1970)
- The Fabulous Doctor Fable, film TV (1973)